# 독비권왕
독비권왕(獨臂拳王: The One Armed Boxer)은 홍콩에서 제작된 왕우 감독의 1971년 영화이다. 가수량 등이 주연으로 출연하였고 추문회 등이 제작에 참여하였다.

## 출연

### 주연
- 가수량
- 왕우